# ごしきひわ (フルート協奏曲)
フルート協奏曲ニ長調『ごしきひわ』（Il Cardellino、ヴェネチィア方言ではel Gardelin）RV.428、作品10-3は、アントニオ・ヴィヴァルディが作曲したフルート協奏曲の一つ。フルート協奏曲集作品10の第3曲である。原曲はRV.90。ごしきひわ（Cadellino）という鳥の名前の標題がついており、これはヴィヴァルディが鳥の鳴き声を模倣したためといわれている。その標題のとおり牧歌的な曲となっている。フルート協奏曲となっているが、リコーダー協奏曲と表記している場合もある。

## 楽曲解説

### 編成
独奏フルート、合奏部は第1・2ヴァイオリン、ヴィオラ、通奏低音（チェロ・コントラバス・チェンバロ）

### 第1楽章
Allegro. ニ長調、4分の4拍子で、4回のトゥッティと3回のソロよりなるリトルネロ形式の楽章である。冒頭は印象的なトゥッティで始まった後、鳥の鳴き声を真似るカデンツァが存在する。ここは独奏フルートの最大の見せ場である。そのほかのソロ部分はヴィヴァルディの曲の中ではそれほど技巧を必要とするものはない。一部にヴァイオリンにも鳴き声の模倣とも思えるパッセージが存在する。

### 第2楽章
Cantabile. ニ長調、8分の12拍子で、典型的なシチリアーナ。フルートと通奏低音のみ演奏。第1楽章を思わせるフレーズが存在する。

### 第3楽章
Allegro. ニ長調、4分の3拍子。

## 比較
この曲は原曲であるRV.90（弦楽合奏を伴わないもの）を編曲したものである。RV.90にはいくつかの種類が存在し、以下の通りになっている。
| RV番号        | 編成                                           |
| ------------- | ---------------------------------------------- |
| RV.90（原曲） | フルート、ヴァイオリン、オーボエ、ファゴット   |
| RV.90a        | リコーダー、ヴァイオリン、オーボエ、ファゴット |
| RV.90b        | 3丁のヴァイオリン、チェロ                      |
| RV.428        | フルート、弦楽合奏                             |

## その他
ヴィヴァルディはこの曲を編曲していて、「ヴェネツィア版」とよばれる楽譜も存在する。